# اختبار مستحضرات التجميل على الحيوانات

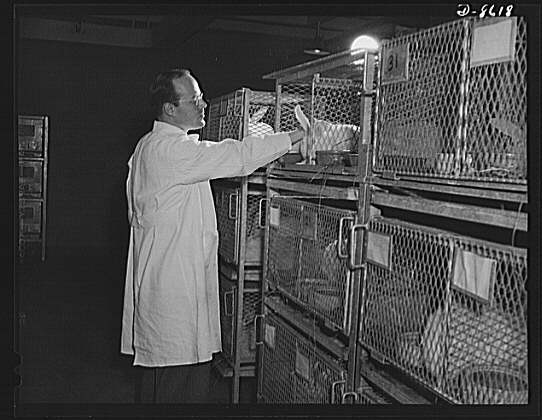
اختبار مستحضرات التجميل على الحيوانات

اختبار مستحضرات التجميل على الحيوانات هو نوع من أنواع التجارب المجراة على الحيوانات والمستخدمة لاختبار سلامة المنتجات ومدى ضعف قدرتها على التسبب بالحساسية عند استعمالها من قبل البشر. إجراء التجارب على الحيوانات هو شكل من أشكال التجارب الضرورية لتحديد ما إن كان مستحضرات التجميل آمنة للاستخدام، رغم عدم وجود إثبات بأنها الطريقة الأكثر موثوقية.
طرحت بدائل لإجراء التجارب على الحيوانات نظرًا للأذى الذي تلحقه بها، ويعارض نشطاء حقوق الحيوان وغيرهم هذا التجارب. حُظر إجراء اختبارات مستحضرات التجميل على الحيوانات في كولومبيا، والاتحاد الأوروبي، والمملكة المتحدة، والهند، وإسرائيل، والنرويج.

## تعريف
قد تتضمن التجارب على الحيوانات المستخدمة لتطوير مستحضرات التجميل، اختبار إما المنتج النهائي أو المكونات المنفصلة للمنتج النهائي على الحيوانات، التي غالبًا ما تكون أرانب، وفئران، وجرذان، وقرود، وكلاب، وخنازير غينيا، وحيوانات أخرى. يمكن تعريف مستحضرات التجميل على أنها منتجات تطبق على الجسم بطرق مختلفة من أجل تحسين مظهر الجسم أو تطهيره. ويشمل ذلك جميع منتجات الشعر، والمكياج، ومنتجات الأظافر، والصابون.
تواصل إدارة الغذاء والدواء الأمريكية (إف دي إيه) مصادقتها على طرق إجراء التجارب على الحيوانات.
لا يعتبر إعادة استخدام بيانات الاختبار الموجودة حاليًا والتي حُصل عليها من التجارب السابقة على الحيوانات عمومًا، بمثابة اختبار لمستحضرات التجميل على الحيوانات؛ ومع ذلك، فإن قبول هذا الأمر من قبل لمعارضي هذه الاختبارات يتناسب عكسيا مع مدى حداثة تلك البيانات.

## الطرق
تتضمن طرق اختبار مستحضرات التجميل على الحيوانات العديد من الاختبارات المختلفة والتي تصنف بشكل مختلف بناءً على المناطق التي ستطبق مستحضرات التجميل عليها. قد تسبب أحد المكونات الجديدة في أي منتج تجميلي مستخدم في هذه الاختبارات إلى موت ما لا يقل عن 1400 حيوان.
النفاذية الجلدية: غالبًا ما تستخدم الفئران في هذه الطريقة التي تحلل فعالية المادة كيميائية، وقدرتها على النفاذ إلى مجرى الدم. تقدم طريقة النفاذية الجلدية فهمًا أفضل للامتصاص الجلدي.
حساسية الجلد: تحدد هذه الطريقة ما إذا كانت المادة الكيميائية تسبب رد فعل تحسسي. تحقن المادة الكيميائية المساعدة لتقوية جهاز المناعة. أجريت هذه الطريقة في الماضي على خنازير غينيا، وتطبق على رقعة من الجلد المحلوق. يجري تقييم المواد بناءً على مظهر الجلد.
السمية الحادة: يُستخدم هذا الاختبار لتحديد خطر التعرض للمادة الكيميائية عن طريق الفم، أو الجلد، أو الالتهاب. تحقن الجرذان والفئران بالجرعة الوسطى المميتة (إل دي 50). يمكن أن يسبب هذا الاختبار للحيوانات تشنجاتٍ، وفقدانًا للوظيفة الحركية، ونوبات صرع.
اختبار درييز: قد تسبب طريقة الاختبار هذه تهيجًا أو تآكلًا للجلد أو العين عند الحيوانات، وحساسية جلدية، وتحسسًا في الطرق التنفسية، واضطراب الغدد الصماء، وإل دي 50 (التي تشير إلى الجرعة المميتة التي تقتل 50% من الحيوانات المعالجة).
تآكل أو تهيج الجلد: تقيّم طريقة الاختبار هذه احتمالية تسبب مادة ما بإلحاق ضرر غير قابل للشفاء بالجلد. عادةً ما يجرى على الأرانب ويتضمن وضع مواد كيميائية على رقعة من الجلد المحلوق. وبذلك يُعرف مقدار الضرر الذي تلحقه المادة بالجلد الذي يشمل الحكة، والالتهاب، والتورم وما إلى ذلك.

## البدائل
حاليًا أصبح بإمكان مصنعي مستحضرات التجميل الذين لا يستخدمون التجارب على الحيوانات استخدام الفحوصات التي تجرى في المختبر لاختبار نقاط النهاية التي باستطاعتها تحديد المخاطر المحتملة على البشر بحساسية ونوعية عالية جدًا. تدعو الشركات المتخصصة في مثل هذه الاختبارات مثل شركة سي توكس في الولايات المتحدة الأمريكية، والتي استحوذت عليها شركة سبروتيكس مؤخرًا، والمنظمات مثل مركز الطرق البديلة للاختبارات على الحيوانات (سي إيه إيه تي)، ومنظمة بيتا والعديد من المنظمات الأخرى، إلى استخدام الاختبارات المجراة في المختبر وغيرها من الاختبارات غير الحيوانية في تطوير المنتجات الاستهلاكية. ألغيت الحاجة إلى الاختبارات التي تستخدم الحيوانات، من خلال استخدام مكونات آمنة موجودة ضمن قائمة تضم 5000 عنصر اختبرت سابقًا، إضافةً إلى الأساليب الحديثة لاختبار مستحضرات التجميل.
تتكون أنظمة إيباسكينTM، وإيباديرمTM، وسكين إيثك من جلد بشري اصطناعي كأحد خيارات الاختبارات البديلة. يمكن للجلد الاصطناعي تقليد رد فعل الجلد البشري الحقيقي تجاه المنتج ومكوناته من المواد الكيميائية ويمكن تعديل الجلد الاصطناعي لتقليد مختلف أنواع البشرات في مختلف الأعمار. على سبيل المثال، يمكن أن يؤدي تطبيق ضوء الأشعة فوق البنفسجية على إيباسكين إلى جعل الجلد يبدو أكبر سنًا وتؤدي إضافة خلايا الميلانين إلى جعل لون الجلد أغمق. ساعد هذا في إنشاء سلسلة من ألوان البشرات المختلفة التي ستستخدم بعد ذلك لمقارنة نتائج تطبيق الواقي الشمسي على مجموعة مختلفة من الأشخاص. لمعالجة المشاكل التي يمكن أن تحدث في أجزاء أخرى من جسم الإنسان، طورت شركات الأبحاث مثل شركة نوتوكس نموذجًا اصطناعيًا للكبد البشري، وهو العضو الرئيسي الذي يزيل السموم من الجسم، بهدف اختبار المكونات والمواد الكيميائية الضارة لمعرفة قدرة الكبد على التخلص من تلك العناصر. يمكن لشركات الأبحاث أيضًا استخدام أجزاء الجسم والأعضاء المأخوذة من الحيوانات المذبوحة لصناعة اللحوم لإجراء الاختبارات مثل اختبار عتامة ونفاذية القرنية البقرية واختبار عين الدجاج المعزولة.
تُستخدم الأنسجة المزروعة في المختبر لاختبار المواد الكيميائية الموجودة في منتجات المكياج. ماتيك هي إحدى الشركات التي تطبق ذلك. تبيع ماتيك كميات صغيرة من خلايا الجلد للشركات لاختبار منتجاتها عليها. بعض هذه الشركات تلك التي تصنع منظفات الغسيل، والمكياج، ومواد تنظيف حوض المرحاض، والكريمات المضادة للشيخوخة، وغسول التسمير. لولا وجود هذه الأنسجة، كانت الشركات ستختبر منتجاتها على الحيوانات الحية. تعتبر الأنسجة المزروعة في المختبر بديلًا ممتازًا لاختبار المنتجات الضارة على الحيوانات. تمكن أحد المختبرات من زراعة 11 نوعًا مختلفًا من الأنسجة في طبق بتري. كانت نقطة الفشل هي أن الأنسجة لم تعمل بكامل طاقتها من تلقاء نفسها، في الواقع، العديد من هذه الأنسجة لم تمثل سوى أجزاء صغيرة فقط من العضو البشري بحجمه الحقيقي، وكان معظمها أصغر من أن يُزرع في جسم الإنسان. الجانب المشرق هو أنها كانت تجربة تعليمية رائعة للعديد من الطلاب الباحثين هناك. من المحتمل أن تكون هذه التقنية ممتازة، لكنها تضمنت عيبًا كبيرًا، حيث استغرقت زراعة مَعدات مصغرة حوالي تسعة أسابيع في طبق بتري لتشكل «هياكل مجوفة بيضاوية الشكل».
لم تحوّل العديد من الشركات إلى اعتماد أسلوب خالي من القسوة حتى الآن لأسبابٍ عديدة، أحدها هو الوقت الذي تستغرقه الأنسجة المزروعة في المختبر لتصبح صالحة للاستخدام. من ناحية أخرى، تنضج الحيوانات بسرعة. على سبيل المثال، تمتلك الجرذان معدل نمو فائق السرعة «حيث تحتاج الجرذان، منذ الولادة وحتى البلوغ، حوالي ثلاثة أسابيع لتنضج وتبدأ في رعاية نفسها. تصل القوارض إلى مرحلة النضج الجنسي خلال حوالي خمسة أسابيع وتبدأ في التزاوج عندها على الفور لإنتاج الجيل التالي لتبدء دورة حياة الجرذان مرة أخرى». علاوةً على الوقت القصير للغاية الذي يحتاجه الجرذ لينضج، يمكن أن يزودنا بمجموعة كاملة من أجهزة الأعضاء، وليس مجرد طبقة رقيقة من الخلايا. بإمكان الجرذان إعادة التكاثر أيضًا، وبوتيرة سريعة جدًا «بشكل عام، تضع الجرذان حوالي سبعة أطفال في الولادة الواحدة ويمكن أن يصل العدد إلى 14 طفل. تستمر فترة الحمل النموذجية بضعة أسابيع فقط، ما يسمح لإناث الجرذان بالولادة خمس مرات في السنة».
توفر البدائل المصطنعة في المختبر (الخالية من القسوة) نتائج أكثر فعالية من التجارب على الحيوانات (في الجسم الحي). «تفشل 90% من الأدوية في التجارب على البشر على الرغم من نتائجها الواعدة عند اختبارها على الحيوانات- سواء لأسباب تتعلق بالسلامة أو لأنها لم تحقق الفائدة المرجوة. معدل نجاح أدوية السرطان هو الأقل (تمت الموافقة على 5% فقط بعد دخول التجارب السريرية)، تليها أدوية الطب النفسي (بمعدل نجاح بلغ 6 %)، ثم أدوية القلب (معدل النجاح 7%)، وأدوية الأعصاب (معدل النجاح 8%). وجدت تحليلاتنا الأخيرة أن استخدام الكلاب، والجرذان، والفئران، والأرانب، لاختبار ما إذا كان الدواء آمنًا للبشر أم لا، يوفر القليل من المعلومات المفيدة من الناحية الإحصائية. كشفت الدراسة أيضًا أن اختبارات الأدوية المجراة على القرود مثلها مثل غيرها من الاختبارات المجراة على الأنواع الأخرى من الحيوانات، ضعيفة في التنبؤ بالآثار على البشر. من بين 93 تأثيرًا جانبيًا خطيرًا للأدوية، تمكنت التجارب على الحيوانات من التنبؤ ب 19 % فقط منها، وجدت دراسة حديثة أن دقة استخدام الفئران والجرذان لاختبار سلامة الأدوية لدى البشر لا تتعدى في معظم الأوقات نسبة 43%.